# NGC 6749
NGC 6749 је збијено звјездано јато у сазвежђу Орао које се налази на NGC листи објеката дубоког неба.
Деклинација објекта је + 1° 54' 5" а ректасцензија 19h 5m 15,3s. Привидна величина (магнитуда) објекта NGC 6749 износи 12,4. NGC 6749 је још познат и под ознакама GCL 107, OCL 91, Berkeley 42, not OCL (I3r).